# Miloš Crnjanski
Miloš Crnjanski, srbski književnik, * 26. oktober 1893, Csongrád, sedaj Madžarska, † 30. november 1977, Beograd.

## Življenje in delo
Miloš Crnjanski sodi med najpomembnejše srbske pisatelje. Je eden izmed predstavnikov modernega književnega gibanja pri Srbih po 1. svetovni vojni. Njegovo pesništvo označuje živčno drhtenje in nemir, nekakšno privzdignjeno, napol zmedeno strastno stanje slutenj in pričakovanj, nezadovoljstva in intuitivnega gledanja, proza pa razodeva človeka, ki je iz vojske prišel razočaran, protivojno razpoložen, z motnimi in zmedenimi, kaotičnimi in prekipevajočimi videnji in predstavami svetovne bolečine.
Že s svojo prvo knjigo Lirika Itake (1919) se je uprl tedanji literarni praksi. Ta je z meščansko miselnostjo in akademskimi poetikami zakrivala življenjsko resničnost. Njegov manifest Objašnjenje Sumatre (1920) je eden najpomembnejših dokumentov prelomnega časa v srbski kulturi. Napisal je tudi poetičen lirski roman Dnevnik o Črnojeviću (1920), kjer glavni junak s samogovori razkriva svoj duševni portret. Po tem delu se je Crnjanski razšel z naprednimi tokovi jugoslovanskih intelektualcev in je po objavi še nekaterih literarnih del obmolknil. Začel je politično delovati, naposled se je priključil  skrajni meščanski desnici. Leta 1934 je bil urednik profašistične Ideje. Njegovim idejam so se uprli napredni kulturniki, predvsem književniki, med njimi v Sloveniji tudi Rudolf Maister. Druga svetovna vojna ga je našla kot diplomatskega uradnika v Rimu, od tam je odšel v London in se leta 1955 vrnil v Jugoslavijo. Njegov pisateljski molk je trajal v letih 1934−1954. Leta 1954 je izšel izbor pesmi Izbrani stihovi. Po vrnitvi v domovino je nadaljeval z romanom Selitve I-III (1929-1954), ki je njegovo najpomembnejše delo. Pomembno delo Crnjanskega je še roman Roman o Londonu (1971). Z mozaično hibridno obliko je opisal svoje življenjske zgodbe, potovanja in srečanja v delu Kod Hiperborejaca (1966). V tem delu se z odprto strukturo prepletajo oblike spominov, romana, dialektološkega traktata, eseja, avtobiografije in potopisov. 

## Pregled najpomembnejših del

#### Poezija
- Lirika Itake
- Izbrani stihovi

#### Novele
- Zgodba o možnosti

#### Drame
- Maska
- Prenočišče

#### Romani
- Dnevnik o Črnojeviću
- Selitve I-III
- Roman o Londonu

#### Potopisi
- Pisma iz pariza
- Ljubezen v Toscani
- Knjiga o Nemčiji
- Naša nebesa

#### Prevodi
- Antologija kitajske lirike
- Pesmi stare japonske